# Charles Labelye
Charles Lebelye (Vevey, 1705 – 1762) è stato un matematico e ingegnere svizzero naturalizzato britannico.

## Biografia
Trasferitosi in Inghilterra negli anni 1720, and receiving ricevette il patronato del duca di Bedford e del conte di Pembroke. Viene ricordato per aver costruito il ponte di Westminster (ricostruito poi nel 1854–1862) e per la sua invenzione delle fondazioni pneumatiche per la costruzione dei ponti. Questo metodo venne elogiato al completamento del ponte, anche se durante il periodo di costruzione ricevette pesanti critiche da osservatori male informati, che determinarono il peggioramento delle sue condizioni di salute.
Altri suoi progetti inglesi furono il ponte di Brentford (1740–1742), il London Bridge (il suo giudizio fu richiesto nel 1746 ma non presi in considerazione dalla Corporazione della Città di Londra), progetti per un porto a Sandwich e rapporti sulle strutture portuali di Great Yarmouth (1747) e Sunderland (1748, anche con miglioramenti suggeriti per il fiume Wear).
Un atto del parlamento nel 1746 (19 Geo. II, cap. 26) lo naturalizzò come cittadino britannico, ma nell'aprile del 1752 decise di lasciare l'Inghilterra per la Francia meridionale. È noto per essere stato a Napoli nel 1753 e per essere poi vissuto a Parigi. A Parigi incontrò e divenne amico del collega costruttore di ponti Jean-Rodolphe Perronet, lasciandogli documenti e un modello del ponte di Westminster.